# FC Goa
O Football Club Goa é um clube de futebol profissional indiano com sede em Goa, que compete na Indian Super League, a primeira divisão do futebol indiano . O clube foi fundado em 26 de agosto de 2014.  Apelidado de The Gaurs, o clube realiza as suas partidas no Estádio Fatorda em Margão. O FC Goa é o primeiro clube indiano a se classificar para a fase de grupos da Liga dos Campeões da AFC no formato atual.
O técnico Zico, Ex-jogador e ídolo do Flamengo, foi o primeiro técnico do clube. Os jogadores que mais se destacaram nas duas primeiras temporadas foram o ala francês Robert Pirès e o zagueiro brasileiro Lúcio, respectivamente. A equipe terminou a fase do campeonato na segunda posição em sua primeira temporada. Nos "play-offs" do final da temporada , eles perderam por pênaltis contra o ATK nas semifinais após um empate sem gols. Em 2015, a equipe liderou a primeira fase, com 25 pontos. em seguida, perdeu a final por 3-2 para Chennaiyin Football Club em casa.

## História

### Fundação
Uma das regiões de força tradicional do futebol indiano, Goa estava predestinada a ser uma das cidades a participar da primeira edição da Superliga Indiana. No início de 2014, foi anunciado que a All India Football Federation, a federação nacional de futebol da Índia, e a IMG-Reliance aceitariam propostas para a aquisição de oito das nove cidades selecionadas para a próxima Superliga indiana, um total de oito equipes da liga seriam franquias, seguindo os modelos da Premier League indiana e da Major League Soccer nos Estados Unidos.  Em 13 de abril de 2014, foi anunciado que Venugopal Dhoot tinha vencido a licitação para a franquia de Goa juntamente com Dattaraj Salgaocar e Shrinivas Dempo.  O clube foi oficialmente criado em 26 de agosto de 2014 em uma cerimônia no Goa Marriott Resort and Spa em Miramar. O clube representa Goa, o único estado a declarar o futebol como esporte oficial. O logotipo do clube representa o animal do estado de Goa, o Gauro, enquanto as cores azul e laranja simbolizam a costa goesa e o nascer do sol.
Em 23 de setembro de 2014, o jogador de críquete indiano Virat Kohli foi apresentado como um dos coproprietários. O ator de Bollywood Varun Dhawan foi escolhido como o embaixador da marca do clube. O FC Goa é o primeiro clube desportivo indiano a lançar um Canal de TV por satélite - FC Goa TV no Videocon D2H.

### Era Zico (2014-2016)
Em 2 de Setembro de 2014, O ex-jogador de futebol brasileiro Zico, foi contratado para ter a função de treinador no Goa. Em 20 de setembro de 2014, o FC Goa confirmou oficialmente o vencedor da Premier League e ex -jogador do Arsenal, Robert Pires, como sua primeira contratação de destaque. Em 15 de outubro de 2014, o FC Goa jogou sua primeira partida da Superliga indiana contra o Chennaiyin no Estádio Fatorda, em Goa. Os gauros perderam quatro dos primeiros seis jogos, mas recuperaram com força no segundo turno do torneio, com cinco vitórias nos últimos oito jogos, mantendo uma sequência de cinco jogos sem sofrer gols em 14 partidas. No geral, Zico fez um trabalho notável com seis vitórias, quatro derrotas e quatro empates, o que os levou à segunda posição da classificação geral com 22 pontos.  Ao terminar em segundo na liga, o clube se classificou para os play-offs de final da temporada, onde perdeu por pênaltis contra o ATK nas semifinais após um empate sem gols. Particularmente encorajador desde a primeira temporada foi a chegada de Romeo Fernandes ao cenário futebolístico nacional. As constantes exibições do goês em campo rapidamente o transformaram em um jogador favorito dos fãs e atraiu o interesse de equipes de países como o Brasil. Suas atuações culminaram com ele sendo emprestado ao Athletico Paranaense pelo clube matriz, o Dempo SC, onde se tornou o primeiro jogador indiano a jogar profissionalmente profissionalmente na América do Sul.

## Estatísticas
| Competição        | Temporadas | Melhor campanha   | Estreia | Última  | P | R |
| ----------------- | ---------- | ----------------- | ------- | ------- | - | - |
| Superliga Indiana | 7          | Campeão (2019-20) | 2014    | 2020-21 | – | – |

## Títulos
Competições nacionais
- ISL Premier: 2019-20
- Supercopa:(2) 2019, 2025
- Durand Cup: 2021

Competições estaduais
- Bandodkar Trophy: 2024

Competições internacionais
- Troféu Internacional Estado do Espírito Santo: 2016[16]

## Campanhas de destaque
Vice Campeão Superliga Indiana : 2015